# Campeonato de Apertura 1952 (Perú)
El Campeonato de Apertura 1952 fue la octava edición de este torneo donde participaron los cuatro mejores equipos del Campeonato Peruano de Fútbol de 1951. El título quedó compartido tras empatar en el primer lugar Sport Boys y Mariscal Sucre. La organización correspondía a la Asociación Central de Fútbol (ACF), antigua denominación de la actual Asociación Deportiva de Fútbol Profesional (ADFP).

## Formato
El torneo se jugó en un sistema de todos contra todos a una sola rueda y se otorgaba dos puntos por partido ganado, un punto por partido empatado y ninguno por partido perdido. El campeón sería el que más puntos acumule, en caso de igualdad de puntos se jugaba un partido de desempate por el título.

## Equipos participantes
| Club                | Vía de clasificación                                |
| ------------------- | --------------------------------------------------- |
| Sport Boys          | Campeón del Campeonato Peruano de Fútbol de 1951    |
| Deportivo Municipal | Subcampeón del Campeonato Peruano de Fútbol de 1951 |
| Mariscal Sucre      | Tercero del Campeonato Peruano de Fútbol de 1951    |
| Alianza Lima        | Cuarto del Campeonato Peruano de Fútbol de 1951     |

## Partidos
1ª ronda
| Fecha                | Lugar            |                     | Resultado |                |
| -------------------- | ---------------- | ------------------- | --------- | -------------- |
| 10 de agosto de 1952 | Estadio Nacional | Deportivo Municipal | 1–5       | Mariscal Sucre |
| 10 de agosto de 1952 | Estadio Nacional | Alianza Lima        | 0–0       | Sport Boys     |

 2ª ronda
| Fecha                | Lugar            |                     | Resultado |              |
| -------------------- | ---------------- | ------------------- | --------- | ------------ |
| 13 de agosto de 1952 | Estadio Nacional | Deportivo Municipal | 5–2       | Alianza Lima |
| 13 de agosto de 1952 | Estadio Nacional | Mariscal Sucre      | 2–2       | Sport Boys   |

 3ª ronda
| Fecha                | Lugar            |              | Resultado |                     |
| -------------------- | ---------------- | ------------ | --------- | ------------------- |
| 17 de agosto de 1952 | Estadio Nacional | Alianza Lima | 1–1       | Mariscal Sucre      |
| 17 de agosto de 1952 | Estadio Nacional | Sport Boys   | 4–0       | Deportivo Municipal |

## Tabla de posiciones
| Pos. | Equipo              | PJ | PG | PE | PP | GF | GC | Dif. | Puntos |
| ---- | ------------------- | -- | -- | -- | -- | -- | -- | ---- | ------ |
| 1°   | Mariscal Sucre      | 3  | 1  | 2  | 0  | 8  | 4  | +4   | 4      |
| 1°   | Sport Boys          | 3  | 1  | 2  | 0  | 6  | 2  | +4   | 4      |
| 3°   | Deportivo Municipal | 3  | 1  | 0  | 2  | 6  | 11 | -5   | 2      |
| 4°   | Alianza Lima        | 3  | 0  | 2  | 1  | 3  | 6  | -3   | 2      |

|                                       |
| Campeón Campeonato de Apertura        |
| Sport Boys Mariscal Sucre 1.er título |